# رود نامانا
رود نامانا (انگلیسی: Namana) یک رودخانه در استان یاقوتستان کشور روسیه است.